# Ferrari P4/5
La Ferrari P4/5 by Pininfarina è un'autovettura coupé ad alte prestazioni, prodotta in esemplare unico (one-off), presentata a Pebble Beach (California, Stati Uniti d'America) il 18 agosto 2006 in occasione del Pebble Beach Concours d'Elegance.
La Ferrari Enzo costituisce la base per questa vettura ridisegnata dalla Pininfarina per il collezionista americano James Glickenhaus. Il committente voleva infatti una Ferrari Enzo esteriormente assomigliante alla Ferrari 330 P3/4, vettura del 1967 da lui precedentemente acquistata e restaurata. La vettura è costata 4 milioni di dollari.

## Sviluppo
Nel 2005 James Glickenhaus immaginava una moderna interpretazione della Ferrari 330 P3/4, così nel giugno del 2006 firmò un contratto con la Pininfarina per il design, l'ingegnerizzazione e la produzione di un pezzo unico su base Ferrari Enzo, poi chiamata  con il consenso della casa di Maranello "Ferrari P4/5 by Pininfarina".
Il progetto è stato sviluppato sotto la responsabilità dell'ingegnere Paolo Garella, responsabile dei Progetti Speciali Pininfarina. Anche se la P4/5 ha molte parti in comune con la Enzo, più di 200 elementi sono stati creati appositamente. Lo stile della vettura, sotto la direzione stilistica di Pininfarina affidata a Ken Okuyama, è stato curato dal designer Jason Castriota.

## Caratteristiche

### Stile

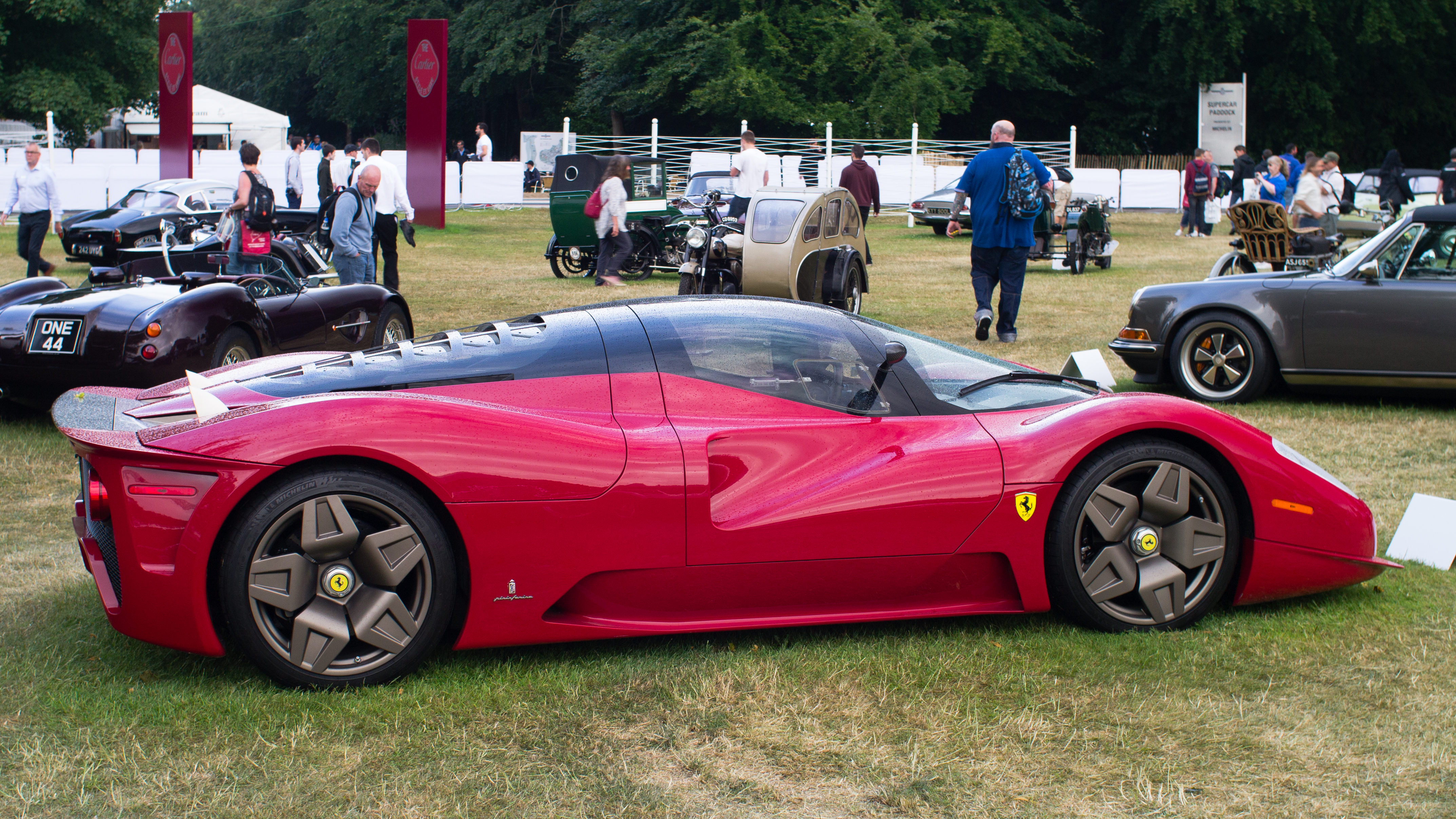
Vista laterale

Gli interni sono stati disegnati in gran parte da Glickenhaus stesso. Contengono un iPod e un computer portatile.
La P4/5 ha anche il condizionatore potenziato e un roll-cage in alluminio modificato, per realizzare la visione di Glickenhaus. I sedili sono su misura del collezionista americano e di suo figlio.
Rispetto alla Enzo, la P4/5 presenta un peso inferiore di 165 kg e un'aerodinamica affinata, soprattutto nel campo della resistenza all'avanzamento, determinando un miglioramento della stabilità e dell'aderenza.

### Meccanica
Il propulsore è il Ferrari F140, lo stesso della Enzo, un V12 con inclinazione delle bancate a 65° da 5998 cm³ di cilindrata con 4 valvole per cilindro. La potenza è di 660 CV (485 kW) erogati a 7800 giri/min con una coppia massima di 657 Nm disponibili a 5500 giri/min. Nella Enzo l’accelerazione da 0 a 100 km/h viene coperta in 3,55 secondi e la velocità massima è 362 km/h.

## Vetture derivate

### Ferrari P4/5 Competizione
Nel 2010, sempre per volontà di Glickenhaus, dalla Ferrari P4/5 by Pininfarina è derivata la Ferrari P4/5 Competizione, vettura da corsa pensata per l'utilizzo in pista e realizzata sulla base della Ferrari F430 GT2, di cui riprende la scocca e la veste meccanica, mentre la carrozzeria, composta da elementi a sgancio rapido realizzati in fibra di carbonio, riproduce buona parte delle fattezze esteriori della P4/5 stradale. La Ferrari P4/5 Competizione è spinta da un motore V8 di 4 litri di cilindrata. I progettisti hanno scelto questa unità essendo più leggera e parca nei consumi di carburante rispetto al più grosso V12 di 6 litri.

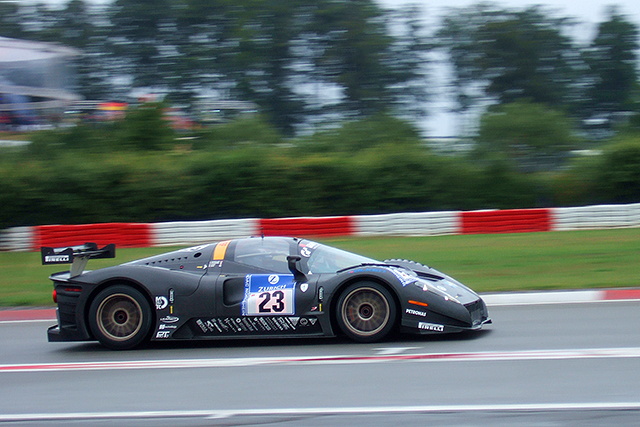
La Ferrari P4/5 Competizione in gara all'edizione 2011 della 24 Ore del Nürburgring

Nel 2011 la Ferrari P4/5 Competizione è stata portata in gara alla 24 Ore del Nürburgring con i piloti Fabrizio Giovanardi, Nicola Larini e Manuel Lauck, dove si è piazzata al 39º posto assoluto e al 2º di classe E1-XP2 (di cui fanno parte le vetture cosiddette sperimentali).

### Ferrari P4/5 Competizione M Hybrid
Nel 2012 ha debuttato la Ferrari P4/5 Competizione M Hybrid, equipaggiata con un nuovo pacchetto sportivo e spinta da un propulsore ibrido. Tra le modifiche è da segnalare l'aggiunta di un sistema KERS di derivazione Magneti Marelli in grado di incrementare la potenza di 80 CV. Durante le prove di qualificazione della 24 Ore del Nürburgring del 2012 la P4/5 Competizione M Hybrid ha fatto registrare il 30º tempo assoluto in 8:32.586 con gli stessi piloti dell'anno precedente. In gara la vettura ha poi ottenuto il 12º posto assoluto e il 1º di classe per una GT a propulsione ibrida.